# 寝肥

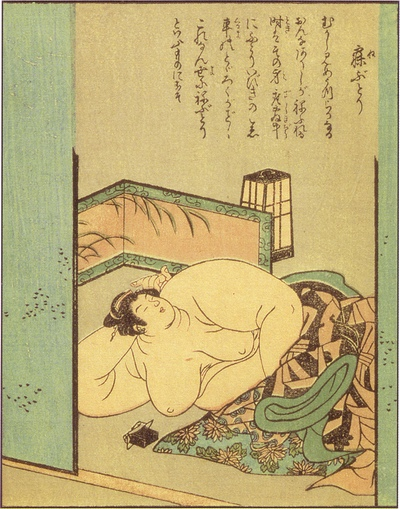
竹原春泉画『絵本百物語』より「寝肥」

寝肥、寝惚堕（ねぶとり）は、江戸時代の奇談集『絵本百物語』にある日本の妖怪の一種。妖怪というよりは一種の病であったり、戒めであると言った方が妥当。本来の「寝肥」とは、寝てばかりいて太ることを示す言葉だが、本項ではこの『絵本百物語』にあるものについて述べる。

## 概要
『絵本百物語』の挿絵中にある文章によれば、夜に女性が寝床につくと部屋に入りきらなくなるほどの巨体となり、雷鳴のような、車の轟くほど大きないびきをかいて寝るものを、寝肥というとある。
また、『絵本百物語』の本文によれば、寝肥は女性の病気の一つであり、寝坊を戒めた言葉ともされる。奥州（現・青森県・岩手県）で寝肥となった女性が、家に布団が10枚あるところを、その女性は7枚、夫は3枚使って寝ていたという。こうした寝肥は色気もなく、何かにつけて騒々しいので、しまいには愛想が尽きてしまうのだという。これらの地方では、寝相の悪い女を指して「ねぶとり」と呼ぶともいう。
「ねぶとり」という名での妖怪については他の古典作品や民間伝承の資料にも一般的に確認されていないため、これ以上のことは不明であり、結婚しても家で怠けて寝てばかりの女を戒めるために創作された妖怪との説もある。また、病気などで人間が妖怪と化すという意味において、二口女やろくろ首と同様のものとする見方もある。
『視聴草』『兎園小説拾遺』などの江戸時代の書物には、老女の体にタヌキが入り込み、途端に老女が元気になって大量の食物を平らげるようになったという奇談があることから（狸憑き#怪奇譚を参照）、寝肥もまた、眠っている女性の体にタヌキが忍び込んで悪さをしているのではないかという解説が昭和以降の妖怪に関する文献ではされることもある。江戸時代に描かれた岡田玉山による読本『画本玉藻譚』には、那須野が原で玉藻前（キツネ）が僧侶たちを化かすために使った術のうちに家の中で女がどんどん巨大化するというものが登場しており、その挿絵も「ねぶとり」として紹介されることもある。
妖怪研究家・多田克己は、「寝肥」が病名とされていることから、この名称は細菌感染症である癰（よう）の一種「寝太（ねぶと）」との語呂合わせともいい、寝太が高齢者、糖尿病、高カロリー、運動不足の人が患いやすいことを寝肥の名が暗示しており、また、舞台とされている奥州で行われてる祭りである「ねぶた」の山車燈籠に膨れ上がった肉体を持つ人物が描かれていることから、「寝肥」は「ねぶた」との語呂合わせではないかとの解釈も示している。

## 落語
上方落語には「お玉牛」という演題に寝肥が登場する。お玉という美女に男が夜這いをかけるが、布団の中の思いがけない巨体に驚き「お玉ちゃん、寝肥かい?」というものである。これはお玉の父が愛娘を守るため、布団の中に牛を寝かせていたというオチである。これは、本来の言葉の使い方によるものであると考えられる。

## 寝肥にちなんだ作品
小説
- 京極夏彦『寝肥』（前巷説百物語に収録）

漫画
- 地獄先生ぬ〜べ〜 - 醜さゆえに誰からも相手にされず、死後、美しい女性に取りついて太ったように見せかけて苦悩させる悪霊とされている。
- 妖怪の飼育員さん - 第3巻収録の36話「寝肥」に登場する。寝肥そのものは妖怪として存在せず、女性に憑りついた餓鬼のためとされた。